# Cornacchia World Cup
(Carmelo Pittera)
Cornacchia World Cup è un torneo di pallavolo giovanile maschile e femminile. Si svolge ogni anno a Pordenone nei giorni di Pasqua e vede la partecipazione di società provenienti da tutto il mondo. È riconosciuto ufficialmente dalla FIVB e dalla FIPAV con la quale ha promosso il Campionato mondiale di pallavolo maschile 2010.
Nato come un piccolo torneo locale organizzato dalla Polisportiva San Giorgio Porcia, viene definito mundialito dei giovani grazie alla presenza non solo di squadre di Serie A di varie leghe ma anche di Nazionali di categoria. È conosciuto anche come Memorial Cornacchia.

## Storia

### Fondazione
La prima edizione ufficiale del torneo si svolge nel 1983, in memoria di Ferruccio Cornacchia, dirigente sportivo locale nonché fondatore del comitato provinciale di Pordenone del Centro Sportivo Italiano. La manifestazione segue per valori e continuità temporale, le edizioni già precedentemente organizzate proprio da Ferruccio Cornacchia, che con la sua Polisportiva San Giorgio Porcia già aveva dato il via all'appuntamento pasquale.

### Gli anni ‘90, il dominio dell'est Europa
Già alla fine degli anni'80 il torneo inizia a farsi internazionale. Nonostante il muro di Berlino fosse ancora ben saldo, con le conseguenti difficoltà diplomatiche, l'est Europa si fa sempre più presente alla manifestazione dominando soprattutto nel torneo maschile, con formazioni provenienti dalla ex-Jugoslavia, dalla Bulgaria e dall'Ungheria. Con il crollo dell'Unione Sovietica e la conseguente apertura delle frontiere dei Paesi dell'Est, la richiesta di partecipazione da parte dei Paesi ex-URSS e Jugoslavia si fa tale da aggiungere nel 1992 anche l'edizione maschile. Il torneo infatti inizialmente era dedicato solamente a squadre femminili. Mentre negli uomini le scuole pallavolistiche dell'est dominano incontrastate l'albo d'oro, nel femminile si fanno valere squadre che stavano facendo la storia della Serie A italiana, come la Foppapedretti Bergamo e il Teodora Ravenna.
Da annoverare in quegli anni le presenze delle future campionesse del mondo Sara Anzanello, che partecipa con il Volley Latisana ancora prima di aver raggiunto l'A1, e Manuela Leggeri, che prende parte sia all'edizione 1996 che 1997 con il Colli Aniene Roma, conquistando il titolo di miglior giocatrice e miglior centrale del torneo.
Nel maschile, invece, il Levski Sofia fa scendere in campo i fratelli Georgi e Valentin Bratoev.

### I primi anni 2000, l'arrivo delle Nazionali
Mentre nella manifestazione femminile continua prevalentemente il successo della Serie A italiana, grazie alle vittorie di Argentario Trento, Asystel Novara e Top Team Belluno-Zoppas/Spes Conegliano, il maschile viene domato dalle Nazionali dell'India, Algeria, Tunisia e Italia.
Nel 2008, la Nazionale di casa vince il titolo con tra gli altri Filippo Lanza, Luca Vettori, Damiano Valsecchi, Thomas Beretta e Michele Fedrizzi. Nel femminile invece, le vincitrici d'eccellenza sono Serena Ortolani, Gilda Lombardo e Carlotta Daminato. Quest'ultima conquista ben tre edizioni e tre titoli come miglior libero, partecipando per la prima volta già all'età di 15 anni, raggiungendo così quota tre partecipazioni assieme a Markus Steuerwald, presente dal 2004 al 2006 con la selezione del Baden-Württemberg

### Dal 2010 ad oggi
Nel 2010 Cornacchia World Cup si fa promotore dell'imminente campionato del mondo di pallavolo, con la presenza di Carmelo Pittera e Andrea Zorzi all'inaugurazione della mostra sul volley italiano dedicata all'occasione.
Nel 2011 inoltre, il Trentino Volley porta in esposizione al torneo i suoi ultimi prestigiosi trofei, ovvero la Coppa del Mondo per club 2010 e la Champions League 2011.
Le Nazionali iniziano a conquistare anche la manifestazione femminile, Olanda e Slovenia infatti vanno ad aggiungersi all'albo d'oro. Nel maschile invece la Russia fa da padrona dell'edizione 2013.
La Nazionale italiana diventa ospite fissa, portando anche Simone Giannelli, miglior palleggiatore dell'edizione 2012. A vincere premi individuali tra gli altri sono anche Fabio Balaso (miglior libero 2012), Eva Mori (miglior palleggiatrice 2012), Leandro Mosca (miglior centrale 2019) e Leonardo Scanferla (miglior libero 2017). Altre presenze di rilievo a solo titolo esemplificativo, sono quelle di Viktor Poletaev, Tiziano Mazzone, Il'ja Vlasov, Luca Spirito, Daniele Tailli, Giulio Pinali e Alessandro Michieletto.

## Partecipanti

### Giocatori Famosi
Questo è un elenco di giocatori che hanno raggiunto il successo nelle massime categorie Mondiali subito dopo aver partecipato al torneo Cornacchia. Molti di questi campioni hanno giocato in SuperLega, alcuni hanno anche partecipato ad Europei, Mondiali e Olimpiadi.
- Alberto Polo, con Nazionale Italia nel 2012
- Alessandro Michieletto, con Trentino Volley nel 2019
- Alessandro Piccinelli, con Nazionale Italia nel 2014
- Alessandro Preti, con Club Italia nel 2009
- Alexandra Klineman, con Mizuno Long Beach nel 2007
- Andrea Argenta, con Nazionale Italia 2012
- Andrea Cannella, con Pallavolo Padova nel 2016 + 2017
- Auke Van De Kamp, Nazionale Olanda nel 2012
- Carlotta Daminato, con Spes Volley Conegliano nel 2011
- Celeste Plak, con Nazionale Paesi Bassi nel 2012
- Damiano Valsecchi, con Nazionale Italia nel 2008
- Danail Milušev, con Varna Volley nel 2002
- Daniele Tailli, con Nazionale Italia nel 2010
- Davide Candellaro, con Sisley Treviso nel 2006
- Dijana Karatović, con Nazionale Croazia nel 2019
- Dragana Marinković, con Nazionale Croazia nel 2019
- Dusan Bonacic, con Nazionale Cile
- Edoardo Caneschi, con Nazionale Italia nel 2014
- Ema Strunjak, con Nazionale Croazia nel 2016
- Eva Mori, con Nazionale Slovenia nel 2014
- Fabio Balaso, con Nazionale Italia nel 2012
- Filippo Federici, con Club Italia nel 2015+2019
- Federica Lisi, con Colli Aniene Rona nel 1996
- Filippo Lanza, con Nazionale Italia nel 2008
- Francesco Fusaro, con Kioene Padova nel 2016+2017+2018 e con Selezione Istria Volley nel 2014+2015
- Francesco Recine, con Trentino Volley nel 2011
- Gabriele Nelli, con Nazionale Italia nel 2015
- Georgi Bratoev, con Levski Volley nel 2004
- Gilda Lombardo, con Asystel Volley nel 2006
- Giulio Pinali, con Modena Volley nel 2006
- Giulio Magalini, con BluVolley Verona nel 2018 e con Club Italia nel 2019
- Giulio Sabbi, con Nazionale Italia nel 2006+2007
- Hannah Tapp, con Northern Lights Volleyball nel 2013
- Ilia Vlasov, con Nazionale Russia nel 2013
- Iza Mlakar, con Nazionale Slovenia nel 2012
- Jan Kozamernik, con Nazionale Slovenia nel 2014
- Jordan Thompson, con Northern Lights nel 2015
- Josephine Obossa, Liu Jo Modena nel 2017
- Josipa Marković, Nazionale Croazia nel 2018
- Just Dronkers, Nazionale Olanda nel 2012
- Lauren Gibbemeyer, con Northern Lights nel 2007
- Lea Cvetnić, Nazionale Croazia nel 2016
- Lea Lea Deak, Nazionale Croazia nel 2018
- Luca Ferrato, con Nazionale Italia nel 2017+2018 e con Pallavolo Padova nel 2019
- Leonardo Scanferla, con Pallavolo Padova nel 2017
- Luca Spirito, con Nazionale Italia nel 2010
- Luca Vettori, con Nazionale Italia nel 2008
- Manuela Leggeri, con Colli Aniene Roma nel 1996 e 1997
- Markus Steuerwald, con Baden-Württemberg nel 2004+2005+2006
- Mattia Bottolo, con Pallavolo Padova nel 2017+2018+2019
- Michele Gottardo, con Nazionale Italia nel 2017 e con Pallavolo Padova nel 2018+2019
- Michele Fedrizzi, con Nazionale Italia nel 2008
- Mika Grbavica, con Nazionale Croazia nel 2018
- Mila Paškuleva, con VC Maritza Plovdiv nel 2018
- Milan Peslac, con Vero Volley nel 2018
- Natalia Tomić, con Nazionale Croazia nel 2019
- Nicola Iannelli, con Selezione Italia nel 2014 + Virtus Volley Fano nel 2018
- Nicola Pesaresi, con Nazionale Italia nel 2008
- Oreste Cavuto, con Nazionale Italia 2012 e con Trentino Volley nel 2015
- Paolo Porro, con Modena Volley nel 2019
- Paolo Zonca, con Selezione Italia nel 2014
- Pavel Pankov, con Nazionale Russia nel 2013
- Pietro Merlo, con Pallavolo Padova nel 2017+2018
- Radostina Marinova, con Kazanlak Volley nel 2017
- Riccardo Sbertoli, con Nazionale Italia nel 2014 e con Powervolley Milano nel 2017
- Roberto Festi, con Trentino Volley nel 2011
- Samanta Fabris, con Nazionale Croazia nel 2009
- Samuel Onwelo, con Modena Volley 2016
- Sara Anzanello, con Volley Latisana nel 1995
- Sarah Wilhite Parsons, con Northern Lights Volley nel 2013
- Sebastiano Milan, con Nazionale Italia 2012
- Serena Ortolani, con Olimpia Teodora nel 2002
- Simone Anzani, con Sisley Treviso nel 2009
- Simone Giannelli, con Nazionale Italia nel 2012
- Thomas Beretta, con Nazionale Italia nel 2008
- Tommaso Stefani, con Club Italia nel 2018 e con Nazionale Italia nel 2019
- Tiziano Mazzone, con Trentino Volley nel 2012
- Tommaso Rinaldi, con Modena Volley nel 2018
- Tonček Štern, con Nazionale Slovenia nel 2014
- Ulrike Bridi, con Argentario Trento nel 2016
- Valentin Bratoev, con Levski Volley nel 2004
- Viktor Poletaev, con Nazionale Russia nel 2013
- Wessel Keemink, con Nazionale Olanda nel 2012
- Yoshino Sato , con Nazionale Giappone nel 2019

### Squadre di Rilievo
Questa è una lista parziale delle più famose squadre U19 (maschili e femminili) che hanno partecipato al torneo Cornacchia almeno una volta.
- AABB Belo Horizonte
- AA S.Mamede
- Nazionale Algeria
- Ancarano
- Argentario Trento
- ASPTT Mulhouse
- Assen Sudosa
- ASV Dachau
- Asystel Novara
- Nazionale Australia
- Nazionale Austria
- Baden-Württemberg
- Banatul Lugoj
- Bayer Leverkusen
- Bedzin
- Beijng High School
- BDO Haasrode Leuven
- Nazionale Bielorussia
- Bilikova
- Bluvolley Verona
- Bratislava
- Selezione della Catalogna
- Nazionale Cile
- Club Italia
- Nazionale Croazia
- CSKA Sofia
- CSS Timisoara
- Debrecen
- Dunav Ruse
- Ermis Dramas
- GDC De Gueifaes
- Nazionale Germania
- Nazionale Giappone
- Gyor
- Selezione di Hessen
- HP Norcal Juniors
- Nazionale India
- Nazionale Inghilterra
- Nazionale Iran
- Nazionale Israele
- Selezione dell'Istria
- Nazionale Italia
- Jastrzebski Wegiel
- Nazionale Kazakistan
- Kds Kosice
- Kioene Padova
- Klagenfurt
- Konkordia Lucerna
- Koper
- La Piave Volley
- Nazionale Lettonia
- Levski Sofia
- Lokomotiv Sofia
- Long Beach
- Luka Koper
- Lusofona
- Maribor
- Maritza Plovdiv
- Modena Volley
- Mortsel
- Nao Tong Shandon
- Nitra
- North Rhine Westphalia
- Northern Lights
- Novi Sad
- Nyborg Bergen
- OK Vojvodina
- Olympia Prague
- ÖMS Leoben
- Nazionale Paesi Bassi
- Pirin Balkanstroy
- Pola
- Nazionale Polonia
- Rabotnicki Skopje
- Richmond Volleyball
- Rijeka
- Rovigno
- Nazionale Russia
- Sant Cugat
- Volley Segrate Milano
- Sisley Treviso
- Skendija Tetove
- Nazionale Slovacchia
- Nazionale Slovenia
- Sokol Post
- Spartak Subotica
- SPES Conegliano
- Spittal
- Steiermak
- Superball
- Nazionale Svezia
- Nazionale Svizzera
- Swiss Cottage
- Teodora Ravenna
- Tianjin
- Trentino Volley
- Nazionale Tunisia
- Nazionale Ungheria
- USK Hector Sofia
- Varna
- Venco Boys
- Vitrolles
- Volero
- Zhuang City
- Zuzemberk
- Winterthur
- Wroclaw
- WSV Eisenerz

### Albo d'oro[17]
| Anno                                             | Vincitrice                      | Vincitore                |
| ------------------------------------------------ | ------------------------------- | ------------------------ |
| 2025                                             | Chions Fiume Volley             | AZS Stoelzle Częstochowa |
| 2024                                             | Chions Fiume Volley             | AZS Stoelzle Częstochowa |
| 2023                                             | CFV TRE-DI                      | Italia                   |
| 2022                                             | Argentario Trento               | Diavoli Power            |
| 2021 (settembre 2021 causa pandemia di COVID-19) | Angels Project                  | Trentino Volley          |
| 2020 (dicembre 2021 causa pandemia di COVID-19)  | Sosus                           | Trentino Volley          |
| 2019                                             | Nazionale Giappone              | Club Italia              |
| 2018                                             | Bruel Bassano                   | Volley Segrate 1978      |
| 2017                                             | Bruel Bassano                   | Gi Group Monza           |
| 2016                                             | Argentario Trento               | Russia                   |
| 2015                                             | Argentario Trento               | Trentino Volley          |
| 2014                                             | Slovenia                        | Slovenia                 |
| 2013                                             | Northern Lights USA             | Russia                   |
| 2012                                             | Olanda                          | Sisley Volley Treviso    |
| 2011                                             | Spes Conegliano                 | Israele                  |
| 2010                                             | Zoppas Conegliano               | Bielorussia              |
| 2009                                             | Top Team Belluno                | Algeria                  |
| 2008                                             | Top Team Belluno                | Italia                   |
| 2007                                             | Long Beach USA                  | Tunisia                  |
| 2006                                             | Asystel Novara                  | India                    |
| 2005                                             | Argentario Trento               | India                    |
| 2004                                             | Superball (Brasile)             | Klagenfurt (Austria)     |
| 2003                                             | Spartak Subotica (Jugoslavia)   | Varna (Bulgaria)         |
| 2002                                             | Olimpia Teodora                 | Klagenfurt (Austria)     |
| 2001                                             | Latus Pordenone                 | Gyor (Ungheria)          |
| 2000                                             | Pola (Croazia)                  | Varna (Bulgaria)         |
| 1999                                             | Olimpia Teodora                 | Gyor (Ungheria)          |
| 1998                                             | Olimpia Teodora                 | Levski Volley            |
| 1997                                             | Orion Geas (MI)                 | Gyor (Ungheria)          |
| 1996                                             | Sumirago (VA)                   | CSKA Sofia               |
| 1995                                             | Foppapedretti Bergamo           | Olympia Praga            |
| 1994                                             | CSKA Sofia (Bulgaria)           | Olympia Praga            |
| 1993                                             | Pola (Croazia)                  | CSKA Sofia               |
| 1992                                             | Kennedy (UD)                    | Appio Roma               |
| 1991                                             | Cimos Koper (Jugoslavia)        |                          |
| 1990                                             | Selezione Friuli-Venezia Giulia |                          |
| 1988                                             | Fontanafredda (PN)              |                          |
| 1987                                             | Casarsa (PN)                    |                          |
| 1986                                             | Casarsa (PN)                    |                          |
| 1985                                             | Casarsa (PN)                    |                          |
| 1984                                             | S. Francesco (PN)               |                          |
| 1983                                             | S. Francesco (PN)               |                          |